# مارک ردهد
مارک ردهد (انگلیسی: Mark Redhead) تهیه‌کننده، کارگردان و بازیگر اهل بریتانیا است.
از فیلم‌ها یا مجموعه‌های تلویزیونی که وی در آن‌ها نقش داشته‌است، می‌توان به یکشنبه خونین و محاکمه خدا اشاره نمود.